# Nomada malonina
Nomada malonina är en biart som beskrevs av Cockerell 1910. Nomada malonina ingår i släktet gökbin, och familjen långtungebin. Inga underarter finns listade i Catalogue of Life.